# National Board of Review Award/Beste Nachwuchsdarstellerin
Gewinner des Preises des National Board of Review in der Kategorie Beste Nachwuchsdarstellerin (Breakthrough Performance – Female). 
Dreimal gelang es der Filmkritikervereinigung vorab eine Oscar-Gewinnerin zu präsentieren, zuletzt 2006 geschehen, mit der Preisvergabe an die US-Amerikanerin Jennifer Hudson (Dreamgirls), die für ihre Rolle später den Academy Award als Beste Nebendarstellerin erhielt.
Die Jahreszahlen der Tabelle nennen die bewerteten Filmjahre, die Preisverleihungen fanden jeweils im Folgejahr statt. 
| Jahr        | Preisträgerin        | Filmtitel                                     | Deutscher Titel                          |
| ----------- | -------------------- | --------------------------------------------- | ---------------------------------------- |
| 1995        | Alicia Silverstone   | Clueless                                      | Clueless – Was sonst!                    |
| 1996        | Renée Zellweger      | Jerry Maguire                                 | Jerry Maguire – Spiel des Lebens         |
| 1997        | Bai Ling             | Red Corner                                    | Red Corner – Labyrinth ohne Ausweg       |
| 1998        | Angelina Jolie       | Playing By Heart                              | Leben und lieben in L.A.                 |
| 1999        | Hilary Swank         | Boys Don’t Cry                                | Boys Don’t Cry                           |
| 2000        | Michelle Rodríguez   | Girlfight                                     | Girlfight – Auf eigene Faust             |
| 2001        | Naomi Watts          | Mulholland Drive                              | Mulholland Drive – Straße der Finsternis |
| 2002        | Maggie Gyllenhaal    | Secretary                                     | Secretary                                |
| 2003        | Charlize Theron      | Monster                                       | Monster                                  |
| 2004        | Emmy Rossum          | The Phantom of the Opera                      | Das Phantom der Oper                     |
| 2005        | Q’orianka Kilcher    | The New World                                 | The New World                            |
| 2006        | Jennifer Hudson      | Dreamgirls                                    | Dreamgirls                               |
| 2006        | Rinko Kikuchi        | Babel                                         | Babel                                    |
| 2007        | Elliot Page          | Juno                                          | Juno                                     |
| 2008        | Viola Davis          | Doubt                                         | Glaubensfrage                            |
| 2009        | Gabourey Sidibe      | Precious: Based on the Novel Push by Sapphire | Precious – Das Leben ist kostbar         |
| 2010        | Jennifer Lawrence    | Winter’s Bone                                 | Winter’s Bone                            |
| 2011        | Felicity Jones       | Like Crazy                                    | Like Crazy                               |
| 2011        | Rooney Mara          | The Girl with the Dragon Tattoo               | Verblendung                              |
| 2012        | Quvenzhané Wallis    | Beasts of the Southern Wild                   | Beasts of the Southern Wild              |
| 2013        | Adèle Exarchopoulos  | La Vie d’Adèle – Chapitre 1 & 2               | Blau ist eine warme Farbe                |
| 2014 - 2015 | Preis nicht vergeben | Preis nicht vergeben                          | Preis nicht vergeben                     |
| 2016        | Royalty Hightower    | The Fits                                      | nicht bekannt                            |
| 2017        | Preis nicht vergeben | Preis nicht vergeben                          | Preis nicht vergeben                     |
| 2018        | Thomasin McKenzie    | Leave No Trace                                | nicht bekannt                            |
| 2019        | Preis nicht vergeben | Preis nicht vergeben                          | Preis nicht vergeben                     |
| 2020        | Sidney Flanigan      | Never Rarely Sometimes Always                 | Niemals Selten Manchmal Immer            |
| 2021        | Alana Haim           | Licorice Pizza                                | Licorice Pizza                           |
| 2022        | Danielle Deadwyler   | Till                                          | Till – Kampf um die Wahrheit             |
| 2023        | Teyana Taylor        | A Thousand and One                            | A Thousand and One                       |
| 2024        | Mikey Madison        | Anora                                         | Anora                                    |